# Forsand
Forsand – norweskie miasto i gmina leżąca w regionie Rogaland.
Forsand jest 141. norweską gminą pod względem powierzchni.

## Demografia
Według danych z roku 2005 gminę zamieszkuje 1102 osób, gęstość zaludnienia wynosi 1,43 os./km². Pod względem zaludnienia Forsand zajmuje 398. miejsce wśród norweskich gmin.
|      | kobiety | mężczyźni | razem |
| ---- | ------- | --------- | ----- |
| osób | 555     | 547       | 1102  |
| %    | 50,36   | 49,64     | 100   |

|      | podstawowe | średnie | wyższe | nieznane |
| ---- | ---------- | ------- | ------ | -------- |
| osób | 208        | 473     | 117    | 11       |
| %    | 25,71      | 58,47   | 14,46  | 1,36     |

## Edukacja
Według danych z 1 października 2004:
- liczba szkół podstawowych (norw. grunnskolar): 1
- liczba uczniów szkół podstawowych: 180

## Władze gminy
Według danych na rok 2011 administratorem gminy (norw. rådmann) jest Terje Nysted, natomiast burmistrzem (norw. ordfører, d. borgermester) jest Ole Tom Guse.